# Orocarni
De Orocarni (Nederlands: Bergen van het Oosten) (Engels: Mountains of the East) is een fictieve bergketen uit de werken van J.R.R. Tolkien.
Het is meest oostelijk gelegen bekende bergketen in Midden-aarde, zelfs ten oosten van Cuiviénen, waar de Elfen ontwaakten. Volgens de overlevering waren het de overblijfstelen van de Illuin, de meest noordelijke van de Twee Lampen die de Valar hadden opgericht voor de Eerste Era en die waren vernietigd door Melkor.
Vier van de zeven huizen van de Dwergen leefden in de Rode Bergen.